# Championnats d'Europe de judo 1998
Navigation
Édition précédente Édition suivante
Les championnats d'Europe de judo 1998 se sont déroulés à Oviedo, en Espagne. Pour ce qui est des épreuves par équipes, elles ont eu lieu à Villach, en Autriche les 16 et 17 octobre 1998 (voir article connexe).

## Résultats

### Hommes
| Catégorie         | Or                 | Argent              | Bronze                                 |
| -60 kg            | Nestor Khergiani   | Ruslan Mirzaliyev   | Oscar Peñas Rachad Mamedov             |
| -66 kg            | Larbi Benboudaoud  | Islam Matsiev       | Patrick van Kalken Giorgi Revazishvili |
| -73 kg            | Giuseppe Maddaloni | Andrei Golban       | Ilya Chimchiuri Rafał Kozielewski      |
| -81 kg            | Bertalan Hajtós    | Mekhman Azizov      | Dirk Radszat Iraklı Uznadze            |
| -90 kg            | Mark Huizinga      | Marko Spittka       | Vincenzo Carabetta Dmitri Morozov      |
| -100 kg           | Daniel Gürschner   | Radu Ivan           | Youri Stepkine Ben Sonnemans           |
| +100 kg           | Tamerlan Tmenov    | Rafał Kubacki       | Selim Tataroğlu Imre Csösz             |
| Toutes catégories | Selim Tataroğlu    | Harry Van Barneveld | Dennis van der Geest Indrek Pertelson  |

### Femmes
| Catégorie         | Or                  | Argent              | Bronze                                |
| -48 kg            | Sarah Nichilo-Rosso | Tatiana Kouvchinova | Yolanda Soler Jolanta Wojnarowicz     |
| -52 kg            | Raffaella Imbriani  | Georgina Singleton  | Marie-Claire Restoux Isabelle Schmutz |
| -57 kg            | Isabel Fernández    | Deborah Allan       | Deborah Gravenstijn Magali Baton      |
| -63 kg            | Gella Vandecaveye   | Sara Álvarez        | Radka Štusáková Nancy van Stokkum     |
| -70 kg            | Ulla Werbrouck      | Karin Kienhuis      | Kate Howey Ylenia Scapin              |
| -78 kg            | Esther San Miguel   | Céline Lebrun       | Uta Kühnen Chloe Cowen                |
| +78 kg            | Karina Bryant       | Raquel Barrientos   | Sandra Köppen Christine Cicot         |
| Toutes catégories | Francoise Harteveld | Beata Maksymow      | Irina Rodina Katja Gerber             |

## Tableau des médailles
| Rang | Pays               | Médaille d'or | Médaille d'argent | Médaille de bronze | Total |
| ---- | ------------------ | ------------- | ----------------- | ------------------ | ----- |
| 1    | Espagne            | 2             | 2                 | 2                  | 6     |
| 2    | Pays-Bas           | 2             | 1                 | 5                  | 8     |
| 3    | France             | 2             | 1                 | 4                  | 7     |
| -    | Allemagne          | 2             | 1                 | 4                  | 7     |
| 5    | Belgique           | 2             | 1                 | 0                  | 3     |
| 6    | Russie             | 1             | 2                 | 3                  | 6     |
| 7    | Royaume-Uni        | 1             | 2                 | 2                  | 5     |
| 8    | Turquie            | 1             | 0                 | 2                  | 3     |
| 9    | Géorgie            | 1             | 0                 | 1                  | 2     |
| -    | Hongrie            | 1             | 0                 | 1                  | 2     |
| -    | Italie             | 1             | 0                 | 1                  | 2     |
| 12   | Pologne            | 0             | 2                 | 2                  | 4     |
| 13   | Ukraine            | 0             | 1                 | 1                  | 2     |
| 14   | Azerbaïdjan        | 0             | 1                 | 0                  | 1     |
| -    | Moldavie           | 0             | 1                 | 0                  | 1     |
| -    | Roumanie           | 0             | 1                 | 0                  | 1     |
| 17   | Biélorussie        | 0             | 0                 | 1                  | 1     |
| -    | Estonie            | 0             | 0                 | 1                  | 1     |
| -    | République tchèque | 0             | 0                 | 1                  | 1     |
| -    | Suisse             | 0             | 0                 | 1                  | 1     |

## Sources
- Podiums complets sur le site JudoInside.com.

- Podiums complets sur le site alljudo.net.

- Podiums complets sur le site Les-Sports.info.